# Thaddeus H. Caraway
Thaddeus Horatius Caraway (ur. 17 października 1871 w pobliżu Springhill w hrabstwie Stoddard, zm. 6 listopada 1931 w Little Rock) – amerykański polityk, członek Partii Demokratycznej.

## Działalność polityczna
W okresie od 4 marca 1913 do 3 marca 1921 przez cztery kadencje był przedstawicielem 1. okręgu wyborczego w stanie Arkansas w Izbie Reprezentantów Stanów Zjednoczonych. A od 4 marca 1921 do śmierci 6 listopada 1931 był senatorem 3. klasy ze stanu Arkansas.
Jego żoną była Hattie Caraway.